# Ранчо Ломас Фертилес, Ел Инфарто (Ла Унион де Исидоро Монтес де Ока)
Ранчо Ломас Фертилес, Ел Инфарто (шп. Rancho Lomas Fértiles, El Infarto) насеље је у Мексику у савезној држави Гереро у општини Ла Унион де Исидоро Монтес де Ока. Насеље се налази на надморској висини од 40 м.

## Становништво
Према подацима из 2005. године у насељу је живело 7 становника.

### Хронологија
| Година       | 2000         | 2005 |
| ------------ | ------------ | ---- |
| Становништво | 30 (18 / 12) | 7    |

### Попис
| # | Индикатор                        | Вредност |
| - | -------------------------------- | -------- |
| 1 | Укупно појединачних домаћинстава | 1        |